# Acentrogobius viganensis
Acentrogobius viganensis  es una especie de pez de la familia de los Gobiidae en el orden de los Perciformes.

## Hábitat
Es un pez de clima tropical y demersal.

## Distribución geográfica
Se encuentran en las Islas Ryukyu

## Observaciones
Es inofensivo para los humanos. 